# Szolid motorosok
A Szolid motorosok (eredeti címe: Flashback) 1990-ben bemutatott amerikai kalandos vígjáték, amelyet Franco Amurri rendezett. A forgatókönyvet David Loughery készítette. A főbb szerepekben Dennis Hopper, Kiefer Sutherland és Carol Kane. 1990. február 2-án mutatták be az Egyesült Államokban. Magyarországon videokazettán jelent meg 1991. októberében.

## Cselekmény
John Buckner FBI-ügynöknek Spokane-ba kell vinnie Huey Walkert, akire tárgyalás vár. Walker azonban eléri, hogy Buckner részegre igya magát, majd ruhát cserél a férfival, és átadja az ügynököt a rendőrségnek. Bucknert a seriff fogdájában tartják, amíg Walker egy bárba megy. Mikor Buckner összevitatkozik a seriffel, az megveri őt, aki ezért feljelentést akar tenni. A seriff tartva attól, hogy elesik a kongresszusi jelölésétől, előbb szóval próbálja meggyőzni Bucknert, majd az életére tör.
Ezalatt Walkert elrabolják a hippik a bárban, mert azt hiszik, hogy Buckner. Mikor a seriff irodájához mennek, rájönnek a tévedésükre, mire mindkét férfi megszökik, és a folyóba ugranak. Buckner és Walker egy régi hippikolóniára mennek, ahol nosztalgiáznak. Maggie, aki ismer ott mindenkit, elviszi őket a vasútállomásra. A vonaton a két férfit ismét megtámadják, mire Walker ledobja a seriffet a vonatról, és úgy tűnik, mintha ő is meghalt volna.
Buckner szabadságra megy, hogy meglátogassa a szüleit. Egy könyvesbolt előtt, amelynek kirakatában Walker könyvei vannak kiállítva, Buckner találkozik Walkerrel, aki csak azért színlelte a halálát, hogy jobban eladja a könyvét.

## Szereplők
| Szerep           | Színész           | Magyar hang                            | Magyar hang        |
| Szerep           | Színész           | 1. magyar változat UIP Dunafilm (1991) | 2. magyar változat |
| ---------------- | ----------------- | -------------------------------------- | ------------------ |
| Huey Walker      | Dennis Hopper     | Tordy Géza                             | Kőszegi Ákos       |
| John Buckner     | Kiefer Sutherland | Balkay Géza                            | Fekete Ernő        |
| Maggie           | Carol Kane        | Györgyi Anna                           | Spilák Klára       |
| Stark            | Paul Dooley       | Csikos Gábor                           | Barbinek Péter     |
| Hightower seriff | Cliff De Young    | Rosta Sándor                           | Czvetkó Sándor     |
| Barry            | Richard Masur     | Melis Gábor                            | Epres Attila       |
| Hal              | Michael McKean    | Jakab Csaba                            | Király Attila      |
| Sparkle          | Kathleen York     | n.a                                    | n.a                |
| Phil Prager      | Tom O’Brien       | Uri István                             | Hujber Ferenc      |
| Elizabeth        | Jean Gilpin       | n.a                                    | n.a                |

## Fogadtatás

### Kritikai visszhang
A film vegyes reakciókat váltott ki a kritikusi körökben. A Rotten Tomatoeson 40%-os minősítést ért el 15 értékelés alapján. Roger Ebert szerint: „Nem szívesen mondom el, hogy mi történik, mert a film olyan érdekes fordulatot vesz, hogy a szerelmes nyarak és az énközpontú évtized kapzsisága közötti félig-meddig komoly ellentét alakul ki.” Dennis Schwartz azt írta: „Vannak pillanatai a múlt újraélésének, mielőtt egy buta és jelentéktelen filmmé válik...” Juan Carlos Coto a Miami Heraldtól azt írta: „A Szolid motorosok nem nyújt érdemi értékelést sem a 60-as, sem a 80-as évekről, bár megpróbál valami monumentálisat hagyni az emberben.”

### Bevétel adatai
A Box Office Mojo szerint a film 6,4 millió dolláros bevételt ért el, a költségvetésről nincs adat.